# Antje Jackelén
Antje Jackelén, née Zöllner le 4 juin 1955 à Herdecke, en Rhénanie-du-Nord-Westphalie, est une personnalité religieuse suédoise et l'évêque luthérien du diocèse de Lund de 2007 à 2014. Elle est élue archevêque de l'Église de Suède le 15 octobre 2013, devenant la première femme de l'histoire à occuper ce poste, de 2014 à 2022.

## Biographie

### Enfance et études
Antje Jackelén grandit dans une famille de protestants luthériens. Son père est ingénieur chimiste et sa mère est assistante médicale. Après le lycée, Antje Jackelén étudie la théologie à l'université de Tübingen puis obtient une bourse en 1977 pour étudier à l'université d'Uppsala.

### Parcours professionnel
Elle est d'abord pasteure de paroisse à Tyresö, dans le diocèse luthérien de Stockholm, de 1981 à 1988, puis à Gårdstånga, dans le diocèse de Lund, de 1988 à 1994, et dans la paroisse cathédrale de Lund de 1995 à 1996. Après avoir terminé sa thèse de doctorat, elle a travaillé à l'université de Lund de 1999 à 2001, puis comme professeur de théologie systématique et de sciences et religion à École luthérienne de théologie de Chicago (en) de 2001 à 2003. De 2003 à 2007, elle est professeure associée et directrice du Zygon Center for Religion and Science, au sein de cette même école. 
Élue évêque luthérienne de Lund en 2006, elle succède à Christina Odenberg (en) en 2007. Troisième femme à être élue évêque dans l'Église de Suède (Christina Odenberg avait été la première), Antje Jackelén est la première à être élue et non nommée par le gouvernement suédois, après la séparation de l'Église et de l'État en Suède, survenue en 2000. Elle reçoit la consécration épiscopale de l'archevêque d'Uppsala Anders Wejryd dans la cathédrale d'Uppsala le 15 avril 2007, avant d'être installée dans son diocèse le 21 avril. Elle choisit comme devise épiscopale Gud är större (« Dieu est plus grand ») en référence au verset 20 du chapitre 3 de la première épître de Jean. C'est également le titre de sa lettre pastorale, publiée en 2011.
Son action en tant qu'archevêque est perçue comme « clivante » en Suède. Ses partisans louent son attitude humaniste et ses prises de position en faveur des plus faibles. A l'inverse, elle est également critiquée, principalement par les conservateurs, pour symboliser la politisation de l’Église, étant également jugée comptable de la diminution du nombre des fidèles. Elle signe régulièrement des tribunes dans la presse suédoise en résonance à des sujets de société ou à l'agenda politique du gouvernement. De 2014 à 2021, elle a donné environ 150 interviews par an.
Elle quitte ses fonctions le 30 octobre 2022, à 67 ans.

### Prises de position
Elle s'est engagée pour le climat ainsi qu'en faveur des Samis, dernier peuple autochtone d’Europe. Elle présente en 2021 les excuses formelles de l'Église de Suède pour son rôle dans la persécution des Samis pendant des siècles, notamment les études raciales que l’Église a permises dans ses paroisses, les enfants retirés de leur famille et parqués dans les écoles nomades et la suppression des noms samis au profit des noms suédois dans les registres de baptême et de mariage.

### Vie privée
Antje Jackelén est marié avec Heinz Jackelén, lui-même pasteur, le couple a deux filles.

## Distinctions
- Médaille de Sa Majesté le Roi